# 宮島駅 (長野県)
宮島駅（みやじまえき）は、かつて長野県小県郡泉田村（現・上田市）に存在した、上田温泉電軌青木線の停留場。

## 概要
上田原駅から本線（青木線）と支線（川西線・現在の上田電鉄別所線）が分岐するが、上田原駅以降の本線区間の最初の駅が当該駅である。駅は現在の千曲バスの宮島停留所付近にあった。駅はホームといえる代物は何もなく電柱が目印となっていたという。
現在駅のあった付近は国道143号と長野県道65号上田丸子線が交差する区間となっており交通量が激しくなっている。

## 隣の駅
上田温泉電軌
青木線
上田原駅 - 宮島駅 - 福田駅